# Tadeusz Jänich
Tadeusz Józef Jänich (ur. 19 marca 1892 w Tarnowie, zm. 7 grudnia 1973 w Żywcu) – żołnierz, powstaniec śląski.

## Życiorys
Syn Gustawa Henryka von Rychter Jänicha, specjalisty budownictwa infrastruktury kolejowej w Galicji oraz Marii z domu Lachnitt. Był uczniem szkoły realnej po osiedleniu się rodziny w Żywcu. 
W 1911 roku, działając w żywieckim "Sokole", zdobył mistrzostwo miasta i powiatu żywieckiego w kolarstwie. Ponadto był inicjatorem harcerstwa na Żywiecczyźnie. Wraz z kompanią żywieckich Sokołów, w czerwcu 1914 roku, uczestniczył w bitwie nad Białką przeciwko niemieckim bojówkarzom. 
Służył w Legionach Polskich jako plutonowy, głównie w 1. Pułku Artylerii. Po nieudanej próbie przebicia się na drugą stronę frontu pod Rarańczą w 1918 roku został osadzony w obozie dla internowanych w Marmaros Siget. Później został wcielony do c.k. armii i wysłany na front włoski, gdzie dostał się do niewoli w czerwcu 1918 roku.
Po powrocie do kraju aktywnie uczestniczył w ruchu narodowym na Górnym Śląsku. W sierpniu 1920 roku nawiązał kontakt z dowództwem II powstania śląskiego i aktywnie brał udział w akcjach bojowych. W marcu 1921 roku został przydzielony do II oddziału wywiadowczego w sztabie Polskiej Organizacji Wojskowej Górnego Śląska. Wziął udział w walkach podczas III powstania śląskiego.Po zakończeniu powstań śląskich mieszkał w Żywcu do 1934 roku i pracował jako magazynier kolejowy w Białej. 
Następnie, w latach 1934–1945, zamieszkiwał w Krakowie, aby w 1949 roku powrócić ponownie do Żywca. Zmarł tragicznie 7 grudnia 1973 roku, potrącony przez motocyklistę i spoczywa na Cmentarzu Przemienienia Pańskiego w Żywcu.
Za swoje zasługi został odznaczony m.in. Śląską Wstęgą Waleczności i Zasługi (5 lipca 1921), oraz: Krzyżem Legionowym, Odznaką Pamiątkową „Za Huszt”, Śląskim Krzyżem Powstańczym, Krzyżem Niepodległości, Brązowym i Srebrnym Krzyżem Zasługi, oraz Medalem za Długoletnie Pożycie Małżeńskie. W 1972 otrzymał awans do stopnia podporucznika. Był honorowym obywatelem m. Żywca. Międzyszkolny Ośrodek Kultury i Sportu w Żywcu, mieszczący się w budynku "Sokoła", otrzymał w 1983 r. jego imię, a na frontowej ścianie budynku odsłonięto poświęconą mu tablicę. Również na frontowej ścianie dworca PKP w Żywcu znajduje się tablica upamiętniająca wymarsz do Legionów w sierpniu 194 ochotniczego oddziału strzelców i sokołów pod jego dowództwem.